# Rollin' in the Rockies
Rollin' in the Rockies es el primer y único álbum de estudio de la banda estadounidense Rainbow Canyon. Fue publicado en marzo de 1974 a través de Capitol Records.

## Recepción de la crítica
Un escritor no especificado de la revista Cash Box indicó: “La banda se parece mucho a los Raspberries, pero en este su LP debut, [sic] ellos definitivamente establecen su propia identidad con una mezcla de material interesante”. Un escritor no especificado de Billboard describió Rollin' in the Rockies como “rock limpio y controlado [que] puede sonar vocalmente expansivo [o] con reminiscencias de Crosby, Stills, Nash & Young”.
En una reseña en retrospectiva para Cleveland Scene, Duane Verh declaró: “La banda demostró que podía enfrentarse cara a cara con contemporáneos vocalmente fuertes como the Doobie Brothers. Si los temas líricos cambiaban de dirección de vez en cuando, la destreza y confianza general de la banda serían claras”.

## Lista de canciones
Todas las canciones escritas y compuestas por Rainbow Canyon, excepto donde esta anotado. 
| Lado uno |                                           |          |  |
| N.º      | Título                                    | Duración |  |
| 1.       | «Feelin' Awright Tonight» (Chet Florence) | 4:31     |  |
| 2.       | «Take You Down» (Gregory Grandillo)       | 2:57     |  |
| 3.       | «Hanover Square»                          | 3:01     |  |
| 4.       | «Old Rock 'n' Roll»                       | 3:23     |  |
| 5.       | «Hot to Hold You»                         | 3:47     |  |

| Lado dos |                                                    |          |  |
| N.º      | Título                                             | Duración |  |
| 1.       | «Suzy» (Norman Cotone, Billy Hanna)                | 4:27     |  |
| 2.       | «Taste of the Good Life» (James C. Boykin)         | 2:33     |  |
| 3.       | «She Said, She Said» (John Lennon, Paul McCartney) | 3:04     |  |
| 4.       | «Invisible Song» (Hanna, Tony Bodanza)             | 3:44     |  |
| 5.       | «Mister Dream» (Cotone, Grandillo)                 | 3:40     |  |

## Créditos y personal
Créditos adaptados desde las notas de álbum de Rollin' in the Rockies.
Rainbow Canyon
- Chester Florence – bajo eléctrico, voz principal en «Feelin' Awright Tonight», «Old Rock 'n' Roll», «Hot to Hold You» y «She Said, She Said»
- Buddy Maver – batería, voz principal en «Take You Down», «Taste of the Good Life» y «She Said, She Said»
- Billy Hanna – guitarra, voz principal en «Hanover Square», «Suzy» y «She Said, She Said»
- Gregory Grandillo – guitarra, voz principal en «She Said, She Said» y «Invisible Song»
- Norman Cotone – órgano, piano, sintetizador, voz principal en «She Said, She Said» y «Mister Dream»

Músicos adicionales
- Tommy Bolin – guitarra en «Invisible Song»

Personal técnico
- Jimmy Fox – productor
- Ted Glasser – productor ejecutivo
- The Mad Wayne Tarnowski – ingeniero de audio
- Jay Ranellucci – mezclas en «Hot to Hold You» y «Invisible Song»
- Ken Perry – masterización
- Roy Kohara – director artístico, fotografía (portada)
- Andrew Russett – fotografía (contraportada)
- Laddie Jeric – ilustración